# Résolution 350 du Conseil de sécurité des Nations unies
Membres permanents
- Chine
- États-Unis
- France
- Royaume-Uni
- URSS

Membres non permanents
- Australie
- Autriche
- RSS de Biélorussie
- Cameroun
- Costa Rica
- Indonésie
- Iraq
- Kenya
- Mauritanie
- Pérou

Résolution no 349 Résolution no 351
La résolution 350 du Conseil de sécurité des Nations unies est adoptée à 13 voix contre zéro lors de la 1 774e séance du Conseil de sécurité des Nations unies le 31 mai 1974, a créé la Force des Nations unies chargée d'observer le désengagement (ou FNUOD), pour surveiller le cessez-le-feu entre Israël et la Syrie au lendemain de la guerre du Kippour.

## Histoire
La résolution 350 est adoptée le 31 mai 1974 par 13 voix contre zéro, la Chine et l'Irak n'ayant pas participé au vote. Elle est initialement créée pour une période de six mois, mais son mandat est renouvelé par des résolutions ultérieures.
Le 9 décembre 2024, Tsahal pénètre dans la zone démilitarisée contrôlée par la FNUOD afin de mener des frappes en Syrie après la chute du régime Assad la veille, ; Benyamin Netanyahou, Premier ministre d'Israël, en profite pour réaffirmer la souveraineté d'Israël sur le plateau du Golan — illégale aux yeux du droit international,. Cette incursion est dénoncée par l'ONU, l'Arabie saoudite, la Jordanie, le Hamas ou encore le Hezbollah comme une « violation » de la résolution 350,.

### Textes
- Résolution 350 sur fr.wikisource.org
- Résolution 350 sur en.wikisource.org